# Jacob Katsnelson
Jacob Katsnelson, en russe Яков Кацнельсон, né le 25 mai 1976 à Moscou (Union soviétique) est un musicien russe, pianiste et professeur au Conservatoire Tchaïkovski de Moscou.

## Biographie
Jacob Katsnelson est né le 25 mai 1976 à Moscou (Russie). Il commence l'apprentissage de la musique à l'âge de 5 ans. Il entre à 6 ans à l'Académie russe de musique Gnessine pour enfants surdoués de Moscou où il étudie simultanément le piano et la flûte.
En 1993, il intègre la classe de piano d'Elisso Virssaladze au Conservatoire Tchaïkovski de Moscou et passe son diplôme en 1998.

## Prix et récompenses
En 1992, il obtient un prix au Concours russe pour jeunes musiciens ainsi qu'au Concours international Jean-Sébastien-Bach de Leipzig. Il est finaliste au Concours musical international Reine-Élisabeth-de-Belgique en 1999 et demi-finaliste au Concours Géza Anda de Zurich en 2000.
En 2001 il est lauréat au Concours international de piano de Tbilissi (Géorgie), où il obtient également un prix spécial pour la meilleure interprétation de Beethoven.
En 2003 il est un des finalistes au Concours international de piano Clara Haskil de Vevey (Suisse) et en 2005 il reçoit le deuxième prix au Concours international de piano Sviatoslav Richter de Moscou.
Il a également été membre du trio Akadem qui a remporté en 1999 le premier prix au concours de musique de chambre de Kalouga (Russie) et en 2000 le deuxième prix au Concours international de musique de chambre de Trapani (Sicile).

## Discographie
•	Samuel Barber : Sonate pour piano et violoncelle, op. 6 (avec Kristine Blaumane)
Edvard Grieg : Sonate pour piano et violoncelle en la mineur, op. 36 (avec Kristine Blaumane)
Bohuslav Martinů : Variations sur un thème slovaque (avec Kristine Blaumane) 
– 2007 (QTZ 2057)
•	Johannes Brahms : Sonate pour clarinette/alto et violoncelle, op. 120/2; Trio en la mineur op. 114 (avec Maxim Rysanov (alto) et Kristine Blaumane, violoncelle) 
– 2008 (ONYX 4033)
•	Jean Sébastien Bach : Jacob Katsnelson plays J.S. Bach – Suite en la mineur, BWV 818a – Capriccio sur le départ de son frère bien-aimé, BWV 992 – 15 inventions à trois voix, BWV 787-801 – Prélude et fugue en si mineur pour orgue (arr. F. Liszt), BWV 544 
– 2011 (QTZ 2084)
•	Ludwig van Beethoven : Sonate pour violoncelle et piano en si bémol majeur, op. 102/2 (avec Kristine Blaumane), Trio pour clarinette/viola (arr.), violoncelle et piano en si bémol majeur, op. 11 
– 2012 (QTZ 4108)